# HD56336
HD56336 — хімічно пекулярна зоря спектрального класу B9, що має видиму зоряну величину в смузі V приблизно  9,0.
Вона  розташована на відстані близько 1264,2 світлових років від Сонця.

## Фізичні характеристики
Телескоп Гіппаркос зареєстрував фотометричну змінність  даної зорі з періодом    1,64 доби в межах від  Hmin= 9,10 до  Hmax= 8,99.

## Пекулярний хімічний склад
Зоряна атмосфера HD56336 має підвищений вміст 
Si
.